# Ryan Bertrand
Ryan Dominic Bertrand (født 5. august 1989) er en engelsk fodboldspiller, der spiller for Leicester i den engelske Premier League og for England som venstre back.
Han har spillet på samtlige ungdomslandshold i England, og fik sin debut på det engelske A-landshold i 2012 mod Italien.

## Karriere

### Chelsea F.C.
Bertrand kom til Chelsea fra Gillingham FC for £125,000. Han spillede et år på holdets ungdomshold, og kæmpede sig op på førsteholdet. Han var i 2006 til 2010 udlejet til mange forskellige klubber. 
Ryan Bertrand fik sin debut i Premier League den 20. april 2011, da han blev skiftet ind i stedet for Ashley Cole i 3-1-sejren over Birmingham City. Den 15. juli 2011 skrev Bertrand under på ny fireårig aftale med Chelsea.

### Southampton F.C.
Bertrand skiftede den 30. juli 2014 til Southampton på lån for sæsonen 2014-15. Han fik sin turneringsdebut den 17. august i sæsonens første kamp, da han startede inde og spillede 90 minutter i 2-1-nederlaget ude mod Liverpool. Han scorede for første gang for Southampton den 27. september i 2-1-sejren hjemme over Queens Park Rangers. Han scorede sit andet mål for klubben den 26. december i 3-1-sejren over Crystal Palace. Den 1. februar 2015 fik Bertrand direkte rødt kort i 0-1-nederlaget hjemme til Swansea City efter en tackling på Mo Barrow.
Bertrand skrev den 2. februar 2015 under på en permanent 4½-årig aftale med Southampton for en ukendt transfersum, estimeret til £10 millioner. Den 26. april blev han som den eneste spiller for Southampton udvalgt som en del af PFA Team of the Year.

## International karriere
Bertrand har (pr. 11. september 2012) spillet to kampe for Englands landshold. Bertrand fik sin debut på det engelske A-landshold i 2012 mod Italien. Han har derudover også repræsenteret adskillige ungdomslandshold.